# Citroën C3 WRC

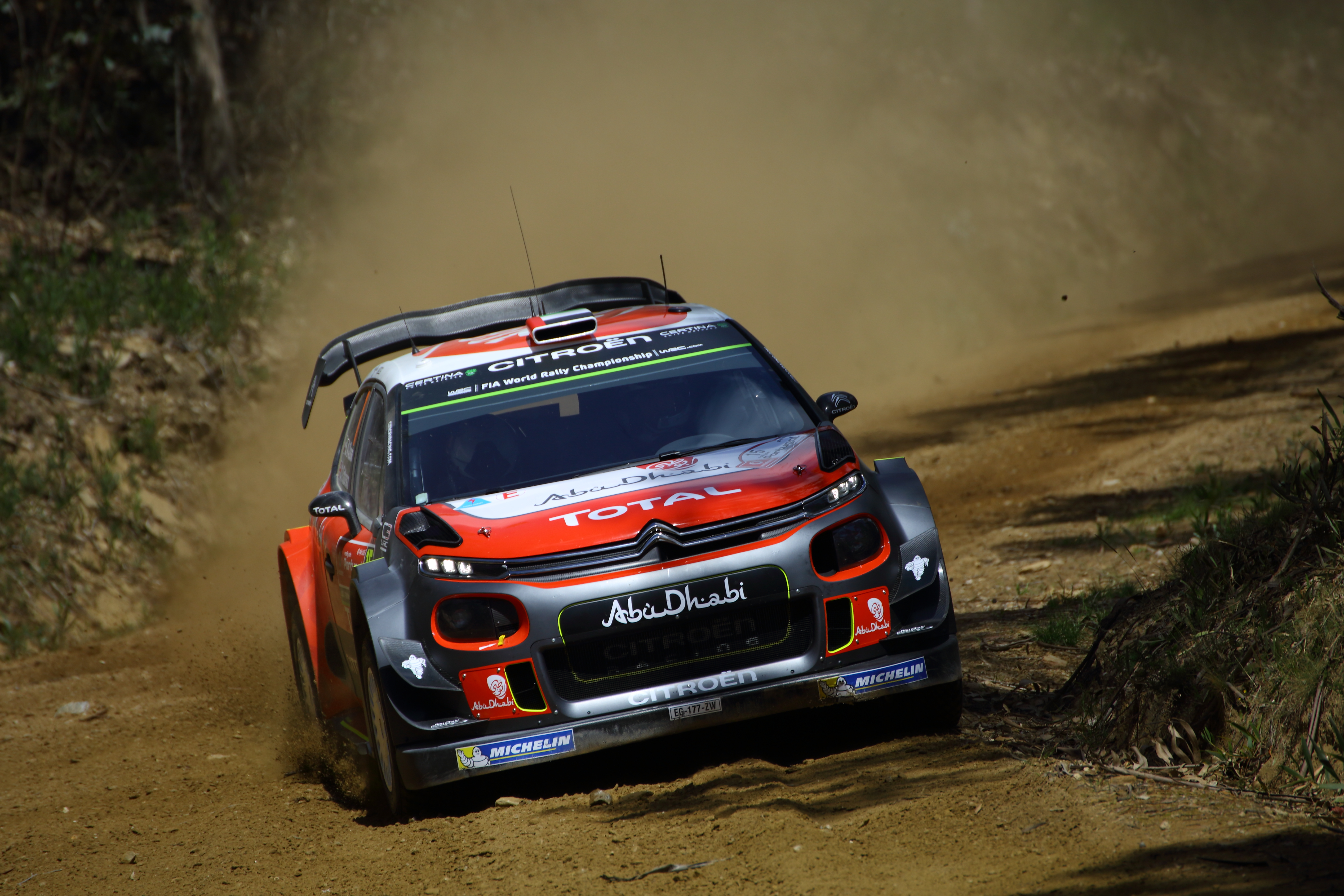
Khalid Al Qassimi podczas Rajdu Portugalii

Citroën C3 WRC – samochód rajdowy klasy WRC, który swój debiut miał miejsce podczas Rajdu Monte Carlo w 2017 roku. Model ten jest zbudowany na bazie Citroëna C3.

## Dane techniczne[1]
Silnik:
- 4 cylindrowy, turbodoładowany z bezpośrednim wtryskiem benzyny, umieszczony poprzecznie z przodu
- Średnica i skok tłoka: 84,0 / 72,0 mm
- Moc maksymalna: 380 KM (280 kW) przy 6000 obr./min
- Maksymalny moment obrotowy: 450 N•m przy 4500 obr./min

Przeniesienie napędu:
- Permanentny napęd na cztery koła
- Skrzynia biegów: 6-biegowa manualna sekwencyjna
- Mechaniczne dyferencjały: przedni i tylny, samoblokujące
- Sprzęgło: dwutarczowe, ceramiczno-metaliczne

Zawieszenie
- Zawieszenie przód: kolumny MacPhersona

Hamulce:
- Hamulce przód: wentylowane tarcze 370 mm, 4-tłoczkowe zaciski chłodzone wodą (asfalt), wentylowane tarcze 300 mm, 4-tłoczkowe zaciski chłodzone wodą (szuter)
- Hamulce tył: wentylowane tarcze 330 mm, 4-tłoczkowe zaciski (asfalt), wentylowane tarcze 300 mm, 4-tłoczkowe zaciski (szuter)

Pozostałe:
- Układ kierowniczy: wspomagany hydraulicznie
- Koła: 8x18 cali na asfalt, 7x15 cali na szuter i śnieg
- Opony: Michelin

- Długość: 4128 mm
- Szerokość: 1875 mm
- Rozstaw osi: 2540 mm
- Masa własna: 1190 kg, z załogą: 1350 kg

## Zwycięstwa w WRC
| Sezon | Nr. | Rajd                 | Nawierzchnia | Kierowca        | Pilot            | Zespół                      |
| ----- | --- | -------------------- | ------------ | --------------- | ---------------- | --------------------------- |
| 2017  | 1   | 31. Rajd Meksyku     | szuter       | Kris Meeke      | Paul Nagle       | Citroën Total Abu Dhabi WRT |
| 2017  | 2   | 53. Rajd Hiszpanii   | mieszana     | Kris Meeke      | Paul Nagle       | Citroën Total Abu Dhabi WRT |
| 2018  | 3   | 54. Rajd Hiszpanii   | mieszana     | Sébastien Loeb  | Daniel Elena     | Citroën Total Abu Dhabi WRT |
| 2019  | 4   | 87. Rajd Monte Carlo | mieszana     | Sébastien Ogier | Julien Ingrassia | Citroën Total WRT           |
| 2019  | 5   | 16. Rajd Meksyku     | szuter       | Sébastien Ogier | Julien Ingrassia | Citroën Total WRT           |
| 2019  | 6   | 12. Rajd Turcji      | szuter       | Sébastien Ogier | Julien Ingrassia | Citroën Total WRT           |